# Pascal Pich
Pour les articles homonymes, voir Pich.
 (avril 2019).
Pascal Pich né le 8 avril 1964 est un ultra-triathlète français champion du monde d'ultra-triathlon en 2000 sur déca-triathlon.

## Biographie
Pascal Pich naît le 8 avril 1964.
La première discipline sportive pour laquelle il montre un réel intérêt est le judo à l'âge de 11 ans, mais plus tard c'est dans le triathlon et plus précisément l'ultra-triathlon qu'il trouve sa voie. Il est parmi les rares sportifs dans le monde à pratiquer le déca-triathlon, 10 fois la distance ironman (38 kilomètres à la nage, 1 800 kilomètres à vélo, 423 kilomètres de course à pied).
De 2004 à 2008, il a été président de l'Association Internationale d'Ultra-Triathlon.
En 2009, il enchaîne les 21 étapes du Tour de France en une semaine.
En 2015, il crée le club d'athlétisme IAW (Ironman Around the World) Athlétisme à Quissac.
Pascal Pich intègre (au titre de la réserve), la Légion étrangère.

## Palmarès
Le 8 mai 2018, à la Foire de Paris, Pascal Pich établit un nouveau record du monde de distance sur vélo d’intérieur (home-trainer) avec un pignon fixe en réalisant 3 165,4 km en 144 heures soit 6 jours et 6 nuits,.
Pascal Pich est ceinture noire 2e Dan Judo et Jiu Jitsu.
En 2000 - Champion du monde du déca-triathlon à Monterrey au Mexique.
En 2002 et 2004 - Champion du monde de double-ironman.